# Athena (chanson)
Pour les articles homonymes, voir Athena (homonymie).
Singles de The Who
Don't Let Go the Coat
(1981) Eminence Front
(1982)
Pistes de It's Hard
It's Your Turn
Athena est une chanson des Who, parue en 1982 en ouverture de l'album It's Hard. Premier single tiré de l'album, elle rencontre un succès modéré, se classant 28e aux États-Unis et 40e au Royaume-Uni.
Pete Townshend composa cette chanson après être tombé amoureux de Theresa Russell lors d'une soirée, frustré qu'elle ne partage pas ses sentiments. La démo de la chanson, qui s'appelait à l'origine Theresa mais dont le titre fut modifié pour dissimuler son origine, est parue en 2001 sur la compilation Scoop 3.	

## Musiciens
- Roger Daltrey : chant
- Pete Townshend : guitare, chant, synthétiseur
- John Entwistle : basse
- Kenney Jones : batterie